# Індія на зимових Олімпійських іграх 2010
Індія на зимових Олімпійських іграх 2010 у Ванкувері була представлена 3 спортсменами в 3 видах спорту. Прапороносцем на церемонії відкриття Олімпіади став саночник Шива Кешаван. Індія увосьме брала участь в зимовій Олімпіаді. Індійські спортсмени не здобули жодних медалей.

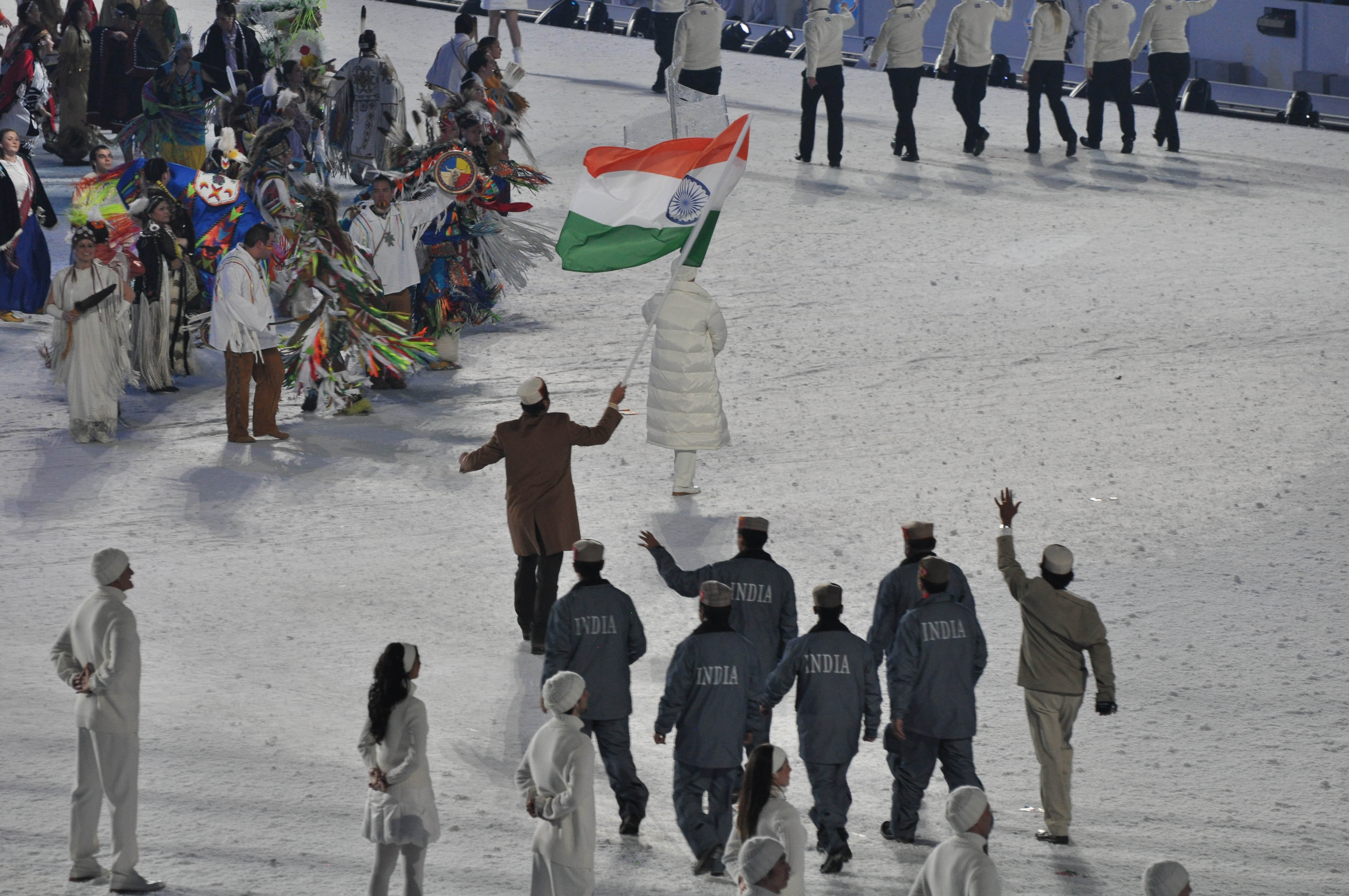
Збірна Індії під час Параду націй на церемонії відкриття Олімпіади

## Спортсмени
| Вид спорту          | Чоловіки | Жінки | Всього |
| ------------------- | -------- | ----- | ------ |
| Гірськолижний спорт | 1        | 0     | 1      |
| Лижні перегони      | 1        | 0     | 1      |
| Санний спорт        | 1        | 0     | 1      |
| Всього              | 3        | 0     | 3      |

## Гірськолижний спорт
У гірськолижному спорті Індію представляв один спортсмен в одній дисципліні. Джам'янг Намгіал у гігантському слаломі став 81-м, останнім з тих, хто фінішував (всього було 102 учасників).
| Спортсмен        | Дисципліна                    | 1-й спуск | 1-й спуск | 2-й спуск | 2-й спуск | Сума    | Сума  |
| Спортсмен        | Дисципліна                    | Час       | Місце     | Час       | Місце     | Час     | Місце |
| ---------------- | ----------------------------- | --------- | --------- | --------- | --------- | ------- | ----- |
| Джам'янг Намгіал | гігантський слалом (чоловіки) | 1:46.77   | 89        | 1:48.15   | 81        | 3:34.92 | 81    |

## Лижні перегони
Один індійський лижник змагався в одній дисципліні. На дистанції 15 км Таші Лундуп став 83-м серед 96 учасників.
| Спортсмен   | Дисципліна                      | Фінал   | Фінал       | Фінал |
| Спортсмен   | Дисципліна                      | Час     | Відставання | Місце |
| ----------- | ------------------------------- | ------- | ----------- | ----- |
| Таші Лундуп | 15 км вільним стилем (чоловіки) | 41:36.8 | 8:00.5      | 83    |

## Санний спорт
| Спортсмен    | Дисципліна               | Спуск 1 | Спуск 1 | Спуск 2 | Спуск 2 | Спуск 3 | Спуск 3 | Спуск 4 | Спуск 4 | Разом    | Разом |
| Спортсмен    | Дисципліна               | Час     | Місце   | Час     | Місце   | Час     | Місце   | Час     | Місце   | Час      | Місце |
| ------------ | ------------------------ | ------- | ------- | ------- | ------- | ------- | ------- | ------- | ------- | -------- | ----- |
| Шива Кешаван | чоловіки, одномісні сани | 49.561  |         | 49.529  |         | 49.597  |         | 49.786  |         | 3:18.473 | 29    |